# Mark Laff
Mark Laff (bürgerlich. Mark Red Laffoley; * 19. Mai 1958 in Barnet, Vereinigtes Königreich) ist ein ehemaliger britischer Schlagzeuger der Mitglied mehrerer Rockbands war, darunter Generation X.

## Frühe Jahre
Als Teenager begann Laff Schlagzeug zu spielen, wobei er von der englischen Mod-Mode- und Musikbewegung der 1960er Jahre und der Arbeit von Keith Moon beeinflusst wurde. Als der Schlagzeuger Paul Packham die Band Subway Sect verließ, erhielt Laff den Job. Vom 1. bis 30. Mai 1977 nahmen Subway Sect als Vorgruppe an der „White Riot“-Tour von The Clash quer durch Großbritannien teil und gewannen vor allem in Schottland und Nordengland einige Anhänger, Don Letts filmte dabei die Band für seine Dokumentation The Punk Rock Movie. Nach Ende der Tour stieg Schlagzeuger Mark Laff wieder aus und wurde Mitglied von Generation X.

## Generation X
Im April 1977 wurde der 18-jährige Laff als Schlagzeuger für die Punkrockband Generation X rekrutiert, wenige Monate bevor die Band bei Chrysalis Records unterschrieben und ihre erste Single Your Generation veröffentlichte. Laff war Schlagzeuger auf den Alben Generation X (1978), gefolgt von Valley of the Dolls (1979); wobei die Band inmitten eines umfangreichen Auftrittsprogramms in ganz Großbritannien an Dynamik gewann, Anerkennung fand und mit ihren Veröffentlichungen die britischen Popmusik-Charts beeinflusste. Nach den negativen Kritiken zum Album Valley of the Dolls kam es jedoch zu internen Meinungsverschiedenheiten über die musikalische Ausrichtung und zu Konflikten innerhalb der Band.
1979 verließ Leadgitarrist Bob „Derwood“ Andrews die Band Generation X. Im Januar 1980 folgte dann der Weggang von Laff als es nach Meinungsverschiedenheiten mit dem Frontmann Billy Idol und dem Bassisten Tony James über das Songwriting zum Bruch kam.

„Eigentlich hätten die Dinge wohl wieder besser laufen sollen. Wir hatten
einen einflussreichen neuen Manager, die Plattenfirma stand auf unserer
Seite, und wir glaubten, wir hätten die Zeit, unsere Schwierigkeiten
auszubügeln. Dennoch führten die Songwriting-Probleme mit Derwood und
Mark dazu, dass sich überhaupt nichts änderte. Während der nächsten
Monate entfernten Tony und ich uns immer mehr von den beiden anderen.
Angesichts der Klage beschlossen Derwood und Mark, auszusteigen und
eine eigene Band namens Empire zu gründen. Die unterschiedlichen
Bedürfnisse der Einzelnen sowie die Frage, wer die Songs schreiben und
wie sie klingen sollten, hatte eine Einigung unmöglich gemacht.“

## Empire
Nachdem sie Generation X verlassen hatten, spielten Laff und Andrews zusammen als Session-Musiker auf Jimmy Purseys Solo-Longplayer Imagination Camouflage. Mitte 1980 gründeten sie eine neue Band mit dem Namen Empire und rekrutierten den Bassisten Simon Bernal, um die Besetzung zu vervollständigen. Eine Single mit dem Titel Hot Seat wurde veröffentlicht, gefolgt von einem musikalisch einflussreichen, aber kommerziell erfolglosen Album mit dem Titel Expensive Sound. Das Trio absolvierte vier Auftritte, bevor Bernal ging. Nach einer Reihe personeller Besetzungswechsel und weiteren Konzerten, aber wenig kommerziellem Erfolg, verließ Laff im Februar 1983 die Besetzung von Empire und die Band wurde 1984 von Andrews aufgelöst.

## Twenty Flight Rockers
1985 gründete Laff mit dem Sänger/Frontmann Gary Twinn eine neue Retro-Rock'n'Roll/Rockabilly-Band namens „Twenty Flight Rockers“. Die Band veröffentlichte über ABC Records die Single Tower Block Rock (1985) (vom Rockerilla Magazine auf Platz 31 der besten Single des Jahres gewählt, hatte aber keinen Einfluss auf die britischen Single-Charts) und eine weitere Single mit dem Titel Johnny 7 über WEA Records im Jahr 1986, die ebenfalls ein kommerzieller Misserfolg war. Im März 1986 veröffentlichte die Band den Song Searching for a Hero auf einer Kompilations-Musikkassette mit dem Titel Spools Gold.
Die Band nahm eine Reihe von Sessions und ein selbst produziertes Studioalbum mit dem Titel Ride auf, dessen Veröffentlichung für 1988 geplant war, Epic Records wurde jedoch zwischenzeitlich von Sony aufgekauft, woraufhin man entschied, die Band aufzulösen.
Das Album Ride erblickte erst 2001 das Licht der Welt, als sie von Revel Yell Music als retrospektive Veröffentlichung unter dem Titel Twenty Flight Rockers veröffentlicht wurde. Im Jahr 2004 veröffentlichte Revel Yell eine zweite Retrospektiv-LP der Band mit dem Titel Twenty Flight Rockers – The New York Sessions 1988.

## Spätere Karriere
Am 20. September 1993 spielte Laff während der No Religion-Tour von Billy Idol mit einer neu formierten Generation X in einem Reunion-Konzert im Astoria Theatre im Londoner West End.
2006 nahm Laff mit Derwood Andrews den Song Hot Seat neu auf, um den 25. Jahrestag der Veröffentlichung von Empire’s Expensive Sound zu feiern, das auf der Expansive Sound Volume II Kompilation erneut veröffentlicht wurde.
Laff traf sich 2007 kurzzeitig mit Vic Godard, um das bisher unveröffentlichte Debütalbum von Subway Sect unter dem Titel 1978 Now neu aufzunehmen.

## Karriere nach der Musik
Laff zog sich 2004 aus der professionellen Musikszene zurück und machte sich als Leiter eines Unternehmens für ganzheitliche Lifestyle-Therapie in Brighton in East Sussex selbstständig.

## Diskografie

### Generation X
- 1978 – Generation X (Chrysalis Records)
- 1979 – Valley of the Dolls (Chrysalis Records)
- 1998 – Sweet Revenge (Empty Records) (Ursprünglich 1979 aufgenommen.)
- 2004 – K.M.D. – Sweet Revenge Xtra (Revel Yell Music) (Mit zusätzlichen Tracks.)

#### Generation X Kompilationen
- 1985 – The Best of Generation X (Chrysalis Records)
- 1990 – The Idol Generation (Castle Communications) (Nur in Australien veröffentlicht)
- 1991 – Perfect Hits 1975–81 (Chrysalis Records)
- 1999 – Live at the Paris Theatre '78 & '81 (EMI Records) (Neuauflage 2002 als One Hundred Punks – BBC Live in Concert.)
- 2002 – Radio 1 Sessions (Strange Fruit Records)
- 2003 – Anthology (EMI Records)
- 2003 – Live at Sheffield (Empty Records)

### Empire
- 1981 – Expensive Sound (Dinosaur Discs) (Amerikanische Neuauflage 1986 von Highway 61 Records)
- 2003 – Expensive Sound (Poorly Packaged Products) (Enthält zusätzliche Tracks.)
- 2009 – Expansive Sound Volume II (Poorly Packaged Products)

### Twenty Flight Rockers
- 2001 – Twenty Flight Rockers (Revel Yell Music) (Ursprünglich aufgenommen 1988 als Ride.)
- 2004 – Twenty Flight Rockers – The New York Sessions 1988 (Revel Yell Music)

### Subway Sect
- 2007 – 1978 Now (Overground Records)

#### Subway Sect Kompilationen
- 1999 – Twenty Odd Years – The Story Of... (Motion Records)
- 2011 – Live and Rare Vol 1 (Gnu Inc. Recordings)
- 2012 – Live and Rare Vol 2 (Gnu Inc. Recordings)